# Strukturna klasifikacija proteina
Strukturna klasifikacija proteina, engl. Structural Classification of Proteins (SCOP), je baza podataka koja prvenstveno sadrži manualnu klasifikacija proteinskih strukturnih domena. Ona je bazirana na sličnosti njihovih aminokiselinskih sekvenci i tri-dimenzionih struktura. Originalno je objavljena 1995. i obično se ažurira jednom godišnje. Održavaju je Alexej Murzin i njegove kolege,.

## Hijerarhijska struktura
SCOP sadrži četiri nivoa hijerarhijske strukturne klasifikacije: 
- klasa - generalna "strukturna arhitektura" domena
- nabor - slična organizacija regularne sekundarne strukture ali bez evidencije o evolucionoj povezanosti
- superfamilija - dovoljna strukturna i funkciona sličnost da se izvede zaključak o divergentnoj evolucijskoj vezi, mada homologija sekvenci ne postoji
- familija - sličnost sekvenci se može detektovati

## Literatura
1. ↑  Murzin AG, Brenner SE, Hubbard T, Chothia C (1995). „SCOP: a structural classification of proteins database for the investigation of sequences and structures”. J. Mol. Biol. 247 (4): 536—40. PMID 7723011. doi:10.1006/jmbi.1995.0159.
2. ↑  Lo Conte L, Brenner SE, Hubbard TJ, Chothia C, Murzin AG (2002). „SCOP database in 2002: refinements accommodate structural genomics”. Nucleic Acids Res. 30 (1): 264—7. PMC 99154 . PMID 11752311. doi:10.1093/nar/30.1.264.
3. ↑  Andreeva A, Howorth D, Brenner SE, Hubbard TJ, Chothia C, Murzin AG (2004). „SCOP database in 2004: refinements integrate structure and sequence family data”. Nucleic Acids Res. 32 (Database issue): D226—9. PMC 308773 . PMID 14681400. doi:10.1093/nar/gkh039.

## Spoljašnje veze
- Strukturna klasifikacija proteina
- kvantifikovan strukturnim odnosima